# Joseph Kodakallil
Joseph Kodakallil (ur. 18 grudnia 1965 w Upputhode) – indyjski duchowny syromalabarski, od 2015 biskup Satny.

## Życiorys
Święcenia kapłańskie otrzymał 31 grudnia 1991 i został inkardynowany do eparchii Satna. Był m.in. rektorem niższego seminarium, wicerektorem miejscowego instytutu teologicznego oraz protosyncelem eparchii.
22 lipca 2015 został mianowany eparchą Satny. Chirotonii biskupiej udzielił mu 15 września 2015 zwierzchnik Kościoła syromalabarskiego, kard. George Alencherry.